# Barão de Pati do Alferes

Armas do primeiro barão de Pati dos Alferes, as mesmas das famílias Veloso e Barbuda.

Armas do segundo barão de Pati dos Alferes, as mesmas das famílias Peixoto e Lacerda.

Barão de Pati do Alferes é um título nobiliárquico brasileiro criado por D. Pedro I do Brasil, por decreto de 12 de outubro de 1825, a favor de Francisco Maria Gordilho Veloso de Barbuda.
Titulares
1. Francisco Maria Gordilho Veloso de Barbuda (c.1760—1836) – primeiro visconde de Lorena e marquês de Jacarepaguá;
2. Francisco Peixoto de Lacerda Vernek[2] (1795—1861).